# Ferry Inn (Renfrew)

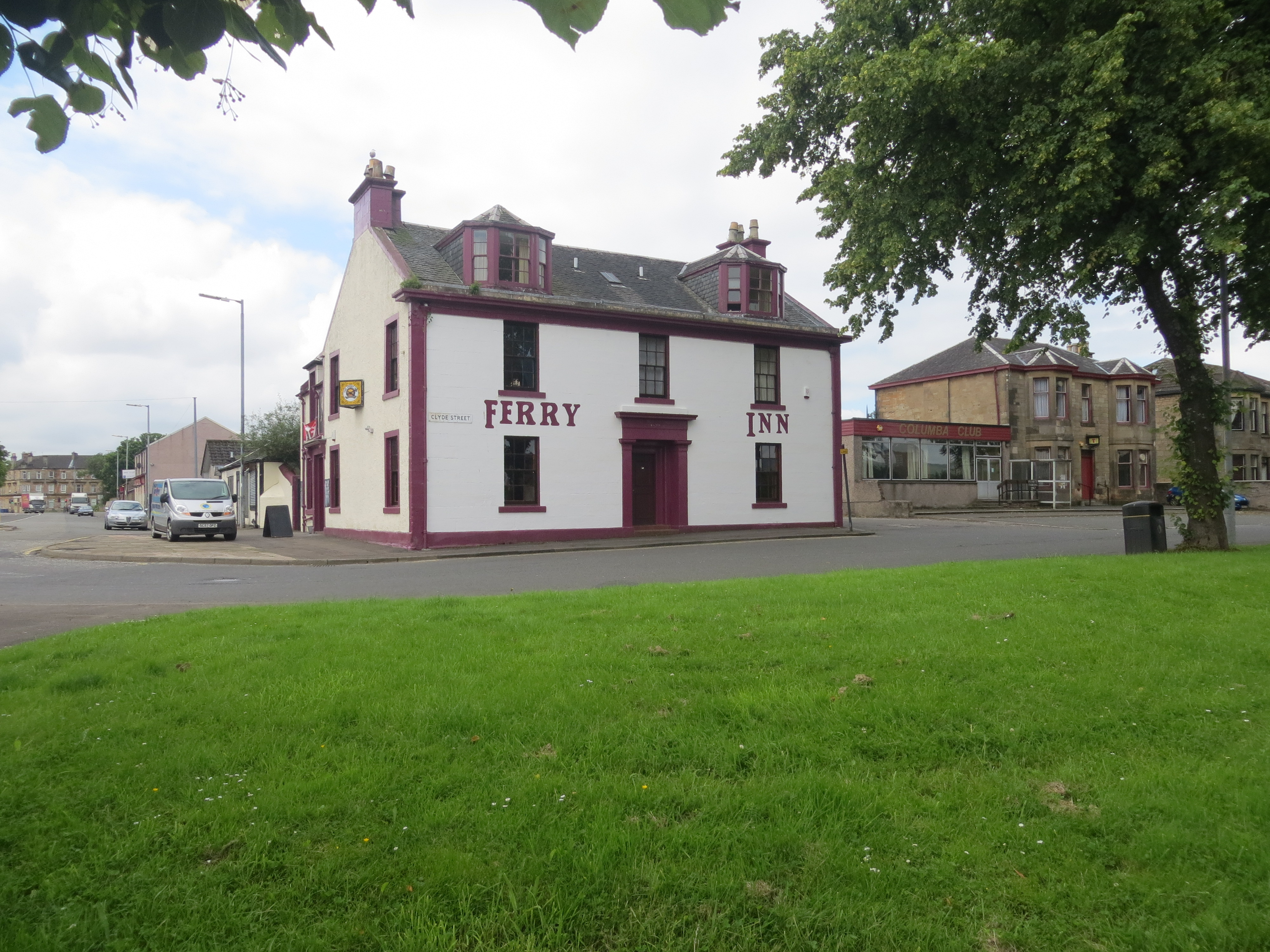
Ferry Inn

Das Ferry Inn ist ein Gastronomiebetrieb und Hotel in der schottischen Stadt Renfrew in der Council Area Renfrewshire. 1980 wurde das Bauwerk in die schottischen Denkmallisten in die Denkmalkategorie C aufgenommen. Während Historic Scotland das Baujahr des Gebäudes auf 1829 datiert, besteht es nach Informationen des Gastwirts bereits seit 1703. Die Diskrepanz könnte auf einen Vorgängerbau hindeuten, der 1829 ersetzt wurde.
Die Produzenten der schottischen Fernsehserie River City nutzten das Ferry Inn als Inspiration für die Innengestaltung eines Schiffes. Außerdem diente das Ferry Inn als Hintergrund für verschiedene Szenen des Films Orphans.

## Beschreibung
Das Gebäude bildet das Eckhaus zwischen Ferry Road (A741) und Clyde Street. Es steht an einer exponierten Position im Norden der Stadt gegenüber dem Ufer des Clyde direkt neben dem Fähranleger zum westlichen Glasgower Stadtteil Yoker. Direkt westlich befinden sich die ebenfalls denkmalgeschützten Wohngebäude 13–17 Clyde Street. Das zweistöckige Bauwerk ist schlicht im traditionellen Stil gestaltet. Es schließt mit einem schiefergedeckten Satteldach und Walmdachgauben.